# ميشيل غرينغر (لاعبة كرة لينة)
ميشيل غرينغر (بالإنجليزية: Michele Granger)‏ هي لاعبة كرة لينة أمريكية، ولدت في 15 يناير 1970 في بلاسينتيا في الولايات المتحدة.

## وصلات خارجية
- ميشيل غرينغر على موقع اللجنة الأولمبية الدولية (الإنجليزية)
- ميشيل غرينغر على موقع أوليمبيديا (الإنجليزية)